# USB4
USB4 — це система USB, зазначена у специфікації USB4, яка була випущена у версії 1.0 29 серпня 2019 року Форумом розробників USB.
На відміну від попередніх стандартів протоколу USB, для USB4 потрібні роз'єми USB-C, а для живлення потрібна підтримка USB PD. На відміну від USB 3.2, він дозволяє тунелювати DisplayPort і PCI Express. Архітектура визначає метод динамічного спільного використання одного високошвидкісного каналу з кількома типами кінцевих пристроїв, який найкраще обслуговує передачу даних за типом і програмою. Продукти USB4 повинні підтримувати пропускну здатність 20 Гбіт/с і можуть підтримувати пропускну здатність 40 Гбіт/с, але через тунелювання навіть номінальні 20 Гбіт/с можуть призвести до вищої ефективної швидкості передачі даних в USB4, у порівнянні з USB 3.2, під час надсилання змішаних даних.
Специфікація USB4 базується на специфікації протоколу Thunderbolt 3. Підтримка сумісності з продуктами Thunderbolt 3 необов'язкова для хостів USB4 і периферійних пристроїв USB4, а також необхідна для концентраторів USB4 на їхніх портах, спрямованих вниз, і для док-станцій на базі USB4 на їхніх портах, спрямованих вниз і вгору. З іншого боку, підтримка USB4 потрібна в Thunderbolt 4.

## Назва
Специфікація USB4 версії 1.0, випущеної 29 серпня 2019 року, використовує «Universal Serial Bus 4» і, зокрема, «USB4», тобто брендування короткої назви навмисно без розділювального пробілу у порівнянні з попередніми версіями.
У кількох новинах до виходу цієї версії використовувалася термінологія «USB 4.0» і «USB 4». Навіть після публікації рев. 1.0, деякі джерела пишуть «USB 4», стверджуючи, що «зображає спосіб пошуку читачів».

## Технічні характеристики

### Специфікація USB4

#### Історія
USB4 був вперше офіційно анонсований у березні 2019 року.

#### Дописувачі
На момент публікації версії 1.0, компаніями-промоутерами, які мали співробітників, що брали участь у технічній робочій групі зі специфікації USB4, були: Apple Inc., Hewlett-Packard, Intel, Microsoft, Renesas Electronics, STMicroelectronics і Texas Instruments.

#### Цілі дизайну
Цілі, зазначені в специфікації USB4, полягають у збільшенні пропускної здатності, допомагаючи конвергенції екосистеми роз'ємів USB-C та «звести до мінімуму плутанину для кінцевих користувачів». Деякі з ключових областей досягнення цього — використання одного типу роз'єму USB-C, зберігаючи сумісність з існуючими продуктами USB та Thunderbolt.

#### Режими передачі даних
USB4 сам по собі не забезпечує жодного загального механізму передачі даних або класів пристроїв, таких як USB 3.x, але служить переважно як спосіб тунелювання інших протоколів, таких як USB 3.2, DisplayPort і, за бажанням, PCIe. Хоча він надає власний протокол Host-to-Host, як випливає з назви, він доступний лише між двома підключеними хостами; він використовується для реалізації Host IP Networking. Тому, коли хост і пристрій не підтримують додаткове тунелювання PCIe, максимальна пропускна здатність без дисплея обмежена USB 3.2 20 Гбіт/с, тоді як обов'язковим є лише USB 3.2 10 Гбіт/с.
USB4 визначає тунелювання:
- USB 3.2 («Enhanced Superspeed») Тунелювання
- Тунелювання на основі DisplayPort 1.4a
- Тунелювання на основі PCI Express (PCIe).

USB4 також потребує підтримки альтернативного режиму DisplayPort. Це означає, що DP можна надсилати через тунелювання USB4 або в альтернативному режимі DP.
DisplayPort Alt Mode 2.0: USB4 підтримує DisplayPort 2.0 замість альтернативного режиму. DisplayPort 2.0 підтримує роздільну здатність 8K з частотою 60 Гц з кольором HDR10 і може використовувати до 80 Гбіт/с, що вдвічі перевищує обсяг даних, доступний для даних USB.
Старий USB (1-2) завжди підтримується за допомогою виділених проводів у роз'ємі USB-C.

##### Підтримка режимів передачі даних
Деякі режими передачі підтримуються всіма пристроями USB4, підтримка інших необов'язкова. Вимоги до підтримуваних режимів залежать від типу пристрою.
| Режим                               | Хост    | Хаб     | Периферійний пристрій |
| ----------------------------------- | ------- | ------- | --------------------- |
| Старий USB (1–2) (макс. 480 Мбіт/с) | Так     | Так     | Так                   |
| USB4 20 Гбіт/с                      | Так     | Так     | Опційно               |
| USB4 40 Гбіт/с                      | Опційно | Так     | Опційно               |
| Тунельний USB 3.2 (10 Гбіт/с)       | Так     | Так     | Так                   |
| Тунельний USB 3.2 (20 Гбіт/с)       | Опційно | Опційно | Опційно               |
| Тунельний Displayport               | Так     | Так     | Опційно               |
| Тунельний PCI Express               | Опційно | Так     | Опційно               |
| Комунікації між хостом              | Так     | Так     | Н/Д                   |
| Альтернативний режим DisplayPort    | Так     | Так     | Опційно               |
| Альтернативний режим Thunderbolt    | Опційно | Так     | Опційно               |
| Альтернативні режими USB-C          | Опційно | Опційно | Опційно               |

##### Режими передачі даних USB 3.x— 4.x
| Назва режиму    | Стара назва            | Кодування | Двосмуговий | Швидкість смуги (Гбіт/с) | Номінальна швидкість | Номінальна швидкість | Маркетингова назва USB-IF | Логотип |
| Назва режиму    | Стара назва            | Кодування | Двосмуговий | Швидкість смуги (Гбіт/с) | (Гбіт/с)             | (Гб/с)               | Маркетингова назва USB-IF | Логотип |
| --------------- | ---------------------- | --------- | ----------- | ------------------------ | -------------------- | -------------------- | ------------------------- | ------- |
| USB 3.2 Gen 1×1 | USB 3.0, USB 3.1 Gen 1 | 8b/10b    | Ні          | 5                        | 5                    | 0,625                | SuperSpeed USB 5Gbps      |         |
| USB 3.2 Gen 1×2 |                        | 8b/10b    | Так         | 5                        | 10                   | 1,2                  | Н/Д                       | Н/Д     |
| USB 3.2 Gen 2×1 | USB 3.1 Gen 2          | 128b/132b | Ні          | 10                       | 10                   | 1,2                  | SuperSpeed USB 10Gbps     |         |
| USB 3.2 Gen 2×2 |                        | 128b/132b | Так         | 10                       | 20                   | 2,4                  | SuperSpeed 20Gbps         |         |
| USB4 Gen 2×1    | 64b/66b                | Ні        | 10          | 10                       | 1,2                  | Н/Д                  | Н/Д                       |         |
| USB4 Gen 2×2    | 64b/66b                | Так       | 10          | 20                       | 2,4                  | USB4 20Gbps          |                           |         |
| USB4 Gen 3×1    | 128b/132b              | Ні        | 20          | 20                       | 2,4                  | Н/Д                  | Н/Д                       |         |
| USB4 Gen 3×2    | 128b/132b              | Так       | 20          | 40                       | 4,8                  | USB4 40Gbps          |                           |         |

1. 1 2 3 4   USB4 can use optional Reed–Solomon forward error correction (RS FEC). In this mode, 12 × 16 B (128 bit) symbols are assembled together with 2 B (12 bit + 4 bit reserved) synchronisation bits indicating the respective symbol types and 4 B of RS FEC to allow to correct up to 1 B of errors anywhere in the total 198 B block.

USB4 Gen 2 відрізняється від USB 3.2 Gen 2. Вони означають лише ту саму швидкість, тобто 10 Гбіт/с, але вони кодуються по-різному на електричному рівні.
Хоча USB4 потрібен для підтримки двосмугових режимів, він використовує односмугові операції під час ініціалізації двосмугового зв'язку; односмуговий зв'язок також може використовуватися як резервний режим у разі помилки прив'язки смуги.
У режимі сумісності з Thunderbolt смуги рухаються трохи швидше на 10,3125 Гбіт/с (для Gen 2) і 20,625 Гбіт/с (для Gen 3), відповідно до специфікацій Thunderbolt.

#### Подача електроенергії
Для USB4 потрібен USB Power Delivery (USB PD). Перед встановленням з'єднання USB4 необхідно узгодити контракт USB PD. Джерело USB4 має забезпечувати принаймні 7.5 Вт (5 В, 1,5 А) на порт. Порт USB4 має потребувати менше ніж 250 мА (за замовчуванням), 1,5 А або 3 А за напруги 5 В (залежно від конфігурації резистора USB-C) перед узгодженням USB PD. З USB PD можлива потужність до 240 Вт із «Розширеним діапазоном потужності» (5 А при 48 В). Для «Стандартного діапазону потужності» можливо до 100 Вт (5 А при 20 В).

#### Сумісність з Thunderbolt 3
У специфікації USB4 зазначено, що метою проєктування є «Збереження сумісності з чинною екосистемою продуктів USB та Thunderbolt». Для концентраторів USB4 потрібна сумісність з Thunderbolt 3; це необов'язково для хостів USB4 і периферійних пристроїв USB4. Сумісні продукти повинні реалізувати режим 40 Гбіт/с, щонайменше 15 Вт живлення та різну частоту; розробникам необхідно підписати ліцензійну угоду та зареєструвати ідентифікатор постачальника в Intel.

### Специфікації партнера в альтернативному режимі
29 квітня 2020 року було випущено DisplayPort Alt Mode версії 2.0 з підтримкою DisplayPort 2.0 через USB4.

## Підтримка програмного забезпечення
Ядро Linux 5.6, випущене 29 березня 2020 року, підтримує USB4.
macOS Big Sur (11.0), випущена 12 листопада 2020 року, підтримує USB4.
Windows 11, яка була випущена 5 жовтня 2021 року, підтримує USB4. На початку січня 2024 року, у збірці 23615 для Windows 11 з’явилася підтримка USB4 Gen 4, який здатний працювати на швидкості до 80 Гбіт/с на сумісному обладнанні.

## Апаратна підтримка
Під час CES 2020 USB-IF та Intel заявили про свій намір дозволити продукти USB4, які підтримують усі додаткові функції, як продукти Thunderbolt 4. Першим продуктом, сумісним із USB4, є процесор Intel Tiger Lake, і більше пристроїв з'явиться приблизно в кінці 2020 року
Бред Сондерс, генеральний директор USB Promoter Group, передбачає, що більшість ПК з USB4 підтримуватимуть Thunderbolt 3, але для телефонів виробники рідше реалізують підтримку Thunderbolt 3.
3 березня 2020 року Cypress Semiconductor анонсувала нові контролери живлення типу C (PD), які підтримують USB4, CCG6DF як подвійний порт і CCG6SF як однопортовий.
На заході 10 листопада 2020 року Apple представила три нові комп'ютери у своїх лінійках продуктів MacBook Air, MacBook Pro і Mac Mini, щоб скористатися перевагами нового стандарту. Вони є одними з перших у світі комп'ютерів, оснащених подвійними портами USB4/TB4 та одним контролером. Моделі Mac Mini (M1, 2020) (2 контролери), MacBook Air (M1, 2020) і MacBook Pro (13 дюймів, M1, 2020) також виділяються тим, що вони першими поставляються з власними Apple Пропозиції CPU, Apple M1 SoC.